# Siccia decolorata
Siccia decolorata là một loài bướm đêm thuộc phân họ Arctiinae, họ Erebidae.